# 6594 Tasman
6594 Tasman (1987 MM1) là một tiểu hành tinh vành đai chính được phát hiện ngày 25 tháng 6 năm 1987 bởi A. Mrkos ở Klet.